# 유재하
유재하(柳在夏, 1962년 6월 6일 ~ 1987년 11월 1일)는 대한민국의 싱어송라이터이다.
1962년 6월 6일에 태어났으며, 한양대학교 작곡과에 재학하던 중 1984년 조용필과 위대한 탄생의 키보드 주자로 발탁되었다. 대학 졸업 후 김현식과 봄여름가을겨울로 활동하였고, 1986년 김현식 3집 수록곡 〈가리워진 길〉을 작곡하여 김현식의 초기 명반을 만들어 내는 데 일조하였다. 이듬해 1987년 8월 20일에 자신의 1집 앨범이자 마지막 앨범인 《사랑하기 때문에》를 발표했으나, 같은 해 11월 1일 25세의 나이에 교통사고로 요절하였다.
단 한 장의 앨범을 남기고 세상을 떠났음에도 그의 음악은 당대는 물론이고 지금도 엄청난 영향력을 행사하는 한국 대중음악의 위대한 유산으로 남게 되었다. 현재 그를 기리는 유재하 음악 장학회가 설립되어 있으며, 재정적 문제로 열리지 못했던 2005년을 제외하고 1989년부터 매회 유재하 음악경연대회를 개최하고 있다.

## 생애

### 어린 시절
1962년 6월 6일 경상북도 안동군 하회마을에서 사업가였던 부친 류일청과 모친 황영 사이에서 3남 4녀 중 여섯째로 태어났다. 유복했던 집안 덕택에 이른바 빽판과 전축으로 음악적 향유를 누릴 수 있었으며 전기 기타로 자신의 싹트는 창작열을 시험해 볼 수도 있었다. 친형은 "내 바로 위에 형과 14살 차이가 나 둘이 친했다"며 "동생은 순진하고 어수룩한 구석이 있어서 몸이 아픈 내게도 잘 의지하는 귀염둥이였다. 사랑스럽고 늘 걱정스러웠다"고 어린 유재하를 회고하였다. 1969년 은석초등학교를 입학할 무렵 아코디언과 첼로를 연주하였고, 5학년 때부터는 기타를 붙잡고 노래를 했다. 여느 또래들과 달리 어니언스(이수영, 임창제)의 노래를 부르며 혼자 놀았다. 특히 영화 배우 이소룡을 좋아하여 헤어스타일과 패션까지 이소룡을 따라 했고 매일 그 흉내를 내며 다녔다 한다.
1975년 삼선중학교에 입학하였다. 친형은 당시의 기타 솜씨를 보고 "눈이 튀어나올 정도로 잘 치더라" 했다. 음악에 대해 남다른 애정을 쌓아가며 프레시(Fresh)라는 그룹을 구상하기도 하였고, 끝내는 클래식으로 진로를 잡게 되었다. 그러나 음대를 가기로 작정하고 피아노 레슨을 받았던 대일고 재학 시절에도 클래식보다는 대중음악에 관심이 많았다. 당시 레슨을 해주던 선생님이 숙제를 내주어도 숙제는 안 하고 곡 쓰고 노래만 하곤 했다. 1981년 고교 졸업 후 한양대학교 음악대학 작곡과에 진학하였다. 진학하여 정원영, 전태관, 김종진, 박성식, 장기호 등과 교류하며 매일 모여 함께 음악을 듣고 연주하는 것을 일상으로 알았다.

### 경력
대학 재학 시절 2학년 때인 1982년 조용필과 위대한 탄생의 키보드 연주자로 본격적인 음악 활동을 시작했다. 그를 만난 송홍섭은 "당시 대학생이었던 유재하는 내게는 굉장히 얌전한 학생이었고 성품도 깨끗하고 맑은 사람이었다. 그런데 팝 음악에 대한 욕망은 대단했다. 재하는 앞으로 팝 음악에 있어서 자기 깃발을 확실히 꽂을 수 있을 것이라는 생각이 들었다."고 회고했다. 조용필은 훗날 유재하의 대표곡이 되는 〈사랑하기 때문에〉를 자신의 7집 앨범에 먼저 취입했다. 그러나 학교에서 대중음반 분야의 아르바이트는 허가할 수 없다고 방해하여 연주자 생활은 2개월만에 접고 말았다.
대학 졸업 후 군복무를 마치고 1986년 어릴 적 친구였던 김종진이 속해있던 김현식의 밴드인 봄여름가을겨울에서 객원 멤버로 활동하였다. 대학 선배 한봉근은 "콘서트때나 녹음 때 한두번 세션으로 도와줬을 뿐이지 정식 멤버는 아니었다" 말한다. 이 그룹에서는 6개월 정도 활동하였으며 대구, 부산 등지에서 신촌 블루스 팀과 더불어 지방 공연을 갖기도 했다. 김현식에게는 자신의 1집에 수록될 곡을 몽땅 주기도 했다. 하지만 밴드 멤버와 추구했던 음악적 지향점이 달랐고, 후배 뮤지션을 편애하지 않고 챙겨주려 곡 하나만 가져간 김현식의 뜻을 오해하여 자신의 음악을 알아주지 않는다는 서운한 마음에 6개월의 밴드 활동을 접었다.
86년 겨울, 재하가 레코드를 내겠다면서 저를 찾아왔습니다. 그가 준비해 온 악보를 내미는데 거기에는 작사, 작곡뿐 아니라 편곡까지도 완벽하게 되어 있더군요. 다른 사람의 손이 갈 여지가 없었습니다. 일사천리로 레코딩이 진행되었죠. 참 재능있는 친구구나 하며 기대를 크게 걸었습니다.
1986년 겨울 베이시스트 조원익을 찾아가 자신의 프로젝트에 대한 청사진을 제시, 1987년 8월 자신의 데뷔 앨범이자 유작 앨범이 된 《사랑하기 때문에》를 서울음반을 통해 발표한다. 음반이 나온 후 조원익은 유재하로부터 매니저를 맡아달라는 부탁을 받았다. 그는 스스로 생각해봐도 매니저로서의 자질이 없었다고 여겼지만 서로 마음이 통하여 얼마 동안은 함께 일을 보러 다녔다. 이렇게 잠깐 매니저를 맡은 조원익은 그의 사후 처리 문제까지 맡았으며 결국에는 추모공연까지 기획하게 된다.
《사랑하기 때문에》는 당초 '음정이 불안하다'는 이유로 여러 차례 심의에서 반려가 되었으며, 발매 초기에도 평론가들로부터 호의적인 평가를 얻지 못했다. 클래식 음악의 화성학과 갖가지 악기들의 음색을 터득한 유재하는 기존의 대중 가요와는 전혀 다른 느낌의 노래를 만들었으며, 음악 관계자들조차도 '노래가 이상하다'라는 반응을 보였다. MBC 방송 심의를 위해 PD들 앞에서 피아노 반주를 하며 노래를 부르기도 했으나 퇴짜를 맞았다. 거의 모든 노래가 당시로서는 파격적으로 정박자가 아닌 엇박자로 시작되는데 PD들은 이를 듣고 그를 박자도 못맞추는 가수로 생각했기 때문이었다. KBS의 《젊음의 행진》에서 한 번 〈내 마음에 비친 내 모습〉을 부른 게 유재하의 유일한 TV 출연이었다. 게다가 일본의 야마다 가요제에 출품한 앨범의 수록곡 〈지난날〉은 예선에서 탈락, 그를 한층 더 낙담으로 몰아갔다. 크게 상심한 유재하는 국내 음악 전문지와의 인터뷰에서 자조 섞인 상실감과 자괴감을 드러냈다. 이 무명의 시간은 여름이 되어 〈지난날〉이 전파를 타기 시작하면서 끝이 났다. 부담 없는 목소리는 순식간에 모든 불운의 상황을 반전시켰고, 음반은 호조를 띠기 시작했다. 서울음반의 이재석은 말년의 유재하를 이렇게 회고했다. "레코드가 나온 후 길에서 우연히 만나 술을 마시게 되었는데 자신의 작품에 대해 몹시 부끄러워했습니다. 그때는 《사랑하기 때문에》가 조금씩 인기를 얻기 시작할 무렵이었지만 그는 벌써 다음 앨범을 계획하며 다음에는 좀 더 나은 앨범을 만들어야겠다고 하더군요."

### 죽음
1987년 10월 31일 오후 5시 30분경 어둑해질 즈음이었다. 평소에도 다정다감했던 유재하는 수술을 받고서 칩거하던 형의 볼에 뽀뽀하고 문밖을 나섰다. 이날 동창회에서 1집에 대한 아쉬움을 토로하기도 했던 그는 술에 취해 운전대를 잡은 친구 성낙헌의 차에 올랐다. 1987년 11월 1일 새벽 3시 27분경, 유재하는 서울특별시 용산구 한남동 강변북로 부근에서 승용차를 타고 가다가 차가 중앙선을 침범하여 마주오던 한도콜택시와 정면 충돌하는 사고로 인하여 25세의 나이로 절명했다. 시신은 경기도 용인 천주교 용인 공원묘지에 묻혔다. 무덤 앞에는 노래 〈사랑하기 때문에〉의 악보 조각상이 있으나 그 악보 중 2개 음표가 틀려 있다.

## 사후
유재하의 가족은 운전자 성낙헌의 아버지 성순용과 한도콜택시 등을 상대로 4억 1,600여 만원의 손해배상을 청구하였고, 1988년 8월 3일 서울민사지법 합의 15부에서는 "승용차를 모는 친구가 술에 취한 것을 알고도 같이 타고 가다 사고가 났으면 피해자도 50%의 과실이 있다"며 "피고 성씨는 유씨 가족에게 4,460여 만원을 지급하면 된다"고 판결했다.

친형이 밝힌 바로 미발표곡은 남아있지 않으며, "대략 5년간 11곡을 썼다"고 한다. 사후 일반인들과 음악 전문가들 사이에 유재하에 대한 관심이 늘어남과 함께 유재하의 음악은 재평가를 받기 시작했다. 3년 후 같은 날 김현식이 세상을 떠나자 연예계에는 "먼저 간 유재하가 술친구가 그리워 그를 데리고 갔다"는 식의 이야기가 나돌았다. 이에 더해 유독 11월에 연예계 사건 사고가 많이 터지면서 '11월 괴담설'로까지 부풀려지기도 했다. 2004년 7월 안병기 감독의 《분신사바》 영화 제작사는 인터넷에서 '다시 살려내고 싶은 연예인'이라는 설문 조사를 벌였고 유재하는 5위에 올랐다.

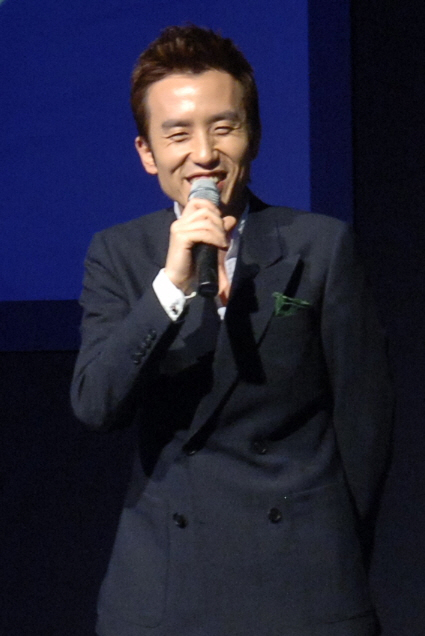
유재하의 영향을 받은 유희열은 유재하 가요제를 계속하기 위해 기금 마련 공연을 열었다.

사후 유재하의 아버지 유일청은 아들의 음악적 업적을 기리기 위해 음반수익과 성금을 기탁하여 유재하 음악장학회를 설립하였다. 장학회 주관으로 1989년부터 유재하 음악경연대회를 개최하기 시작했으며, 대한민국 대중음악계의 수많은 인재를 발굴해 내기도 했다. 1회 대회 수상자인 조규찬을 필두로 유희열, 고찬용, 김연우, 나원주, 정지찬 등이 대표적이다.
1990년대 발라드의 황제로 불린 신승훈은 자신의 데뷔 20주년 앨범을 유재하의 기일인 11월 1일 발매했다. 김동률은 "유재하의 죽음은 한국 발라드가 음악적으로 10년은 후퇴했음을 의미한다"는 발언을 하기도 했고, 유희열은 "유재하씨가 음대 작곡과 출신이란 걸 알고는 음대에 진학했어요. 거기 가면 그 정도 실력이 될까 하고요. 대학에 진학한 뒤 유재하 가요제에도 출전했죠."라고 고백하는 등 유재하는 후배 창작자들의 롤 모델이 되었다. 작곡가 김형석이 음악에 발을 디딘 것도 그의 노래가 계기가 되었다. 이러한 후배 음악가들을 두고 유재하사단이라고도 일컫는다.
유재하 음악의 가치는 영화와 각종 TV 프로그램, 언론 기사에서 지금도 확장되고 있다. 1985년 조용필을 필두로 이문세, 한영애, 김현식, 봄여름가을겨울, FT아일랜드, 박진영, DJ DOC, 조규찬, 왁스, 이기찬, 정수라, 나얼, 백지영, 김조한, 박정현 등 수많은 가수들이 그의 노래를 불렀다. 에픽하이는 2집 앨범에서 〈11월 1일〉이란 곡으로 김현식과 유재하를 추모했다. 1996년 저명한 클래식 연주자 리처드 스톨츠만은 자신의 음반 《Spirits》에 〈사랑하기 때문에〉를 수록했다. 한국에서 발매된 음반에는 〈사랑하기 때문에〉가 부제로 찍혀 있다. 1997년에는 후배 음악가들이 헌정 앨범인 《다시 돌아온 그대 위해》를 발표하였다. 앨범 발표 당시 크게 히트하지 않았던 〈우울한 편지〉는 2003년 영화 《살인의 추억》에서 범행과 관련된 중요한 단서로 영화에 삽입되어 다시 히트하기도 하였다. 유재하의 유작 앨범인 《사랑하기 때문에》는 경향신문에서 2007년에 선정한 한국대중음악 100대 명반에서 2위를 차지했다.
2017년 1월 4일에는 그의 1집 제목을 딴 영화 《사랑하기 때문에》가 개봉했다. 차태현은 "시나리오를 봤을 때 영화는 느낌이 괜찮았는데 저는 좀 걸렸"지만, "이 작품을 선택한 건 유재하 노래로 채워진다는 게 좋아서였다"고 밝혔다. 주지홍 감독은 "나는 시나리오 각색에 참여하다 연출까지 하게 됐다. 평소 유재하의 노래를 좋아한다. 유재하 노래의 가사를 영화를 통해 소개할 수 있어서 너무나 기쁘다. 유재하의 노래를 통해, 우리 영화를 같은 느낌으로 끌어가고 싶었다"고 이야기했다.

## 인간 관계
생전에 절친했던 유재하의 친구로는 김광민, 전태관, 김종진, 장기호, 박성식, 석훈 등이 있다.
봄여름가을겨울의 전태관은 유치원 시절부터 함께 놀던 사이였다. 그는 "유치원 때부터 같이 놀았던 친구 재하는 어릴 적부터 노래를 하고 싶어했다. ... 나는 딱지치기하고 담타고 놀 때 재하는 혼자 그렇게 놀았다. 음악뿐 아니어도 당시 또래들과는 뭔가 달랐다. ... 잠시 서로 연이 끊어지고 대학교 때 원영이형(정원영)의 소개로 만나게 되었는데 재하가 건반 연주자라며 나타난 것이다. 무척 반가웠고 다시 우리는 음악하며 친하게 지내게 되었다."고 회고한다. 세계적으로 유명한 미술가인 서도호는 어린 시절 그와 친구 사이였다. 전태관은 그를 두고 "유별"나다고 표현하였으며 "타이거마스크를 그려달라고 하면 너무나 완벽하게 똑같이 그려주었다."고 회고했다. 나중에 서도호는 유재하 솔로 앨범의 자켓 그림을 그려줬다.

### 김현식
"유재하라고 음악 잘하는 후배가 있었는데, 제 술친구이기도 했고요. 그런데… 그렇게 됐네요."
유재하는 1986년 김현식과 봄여름가을겨울에 가입했다. 김현식과 봄여름가을겨울은 당시 촉망받는 젊은 연주자들인 김종진, 전태관, 장기호, 박성식, 그리고 유재하로 구성됐었다. 유재하는 정원영을 통해 김종진, 장기호 등을 만나게 됐다. 김현식은 건반, 기타 등 다양한 악기를 다루는 유재하를 팀에 꼭 필요한 존재라며 만족해했다고 한다. 김현식은 유재하를 매우 아꼈다. 봄여름가을겨울 멤버들이 다 같이 술을 마실 때 다른 이들이 다 나가떨어져도 둘은 밤새 마셨다고 한다.

### 한영애
한영애는 2집 작업에 들어가며 여기저기 음악 동료들에게 노래를 받고 있던 중에 유재하한테도 한 곡을 부탁하게 되었다. 그는 "누나! 누나가 부를 거면 나는 언제든지 콜이지!"라며 흔쾌히 대답해줬고, 이후 직접 피아노를 치며 부른, 2집에 수록된 〈비애〉의 데모 테이프를 가지고 왔다. 그는 그녀에게 "누나! 이 노래 누나가 꼭 히트시켜줘야 해! 아니면 내가 다시 불러서 꼭 히트시킬 거야!"라고 말했지만, 이 노래가 실린 앨범은 그가 세상을 떠난 뒤에 발매되었다. 유재하는 자신이 KBS 《젊음의 행진》에 출연하게 되었을 때에도 기쁜 마음에 전화를 걸어 "누나! 나 드디어 TV에 나가! 난 대중음악가가 될 거야!"라고 말했다고 한다.

### 김광민
김광민은 2014년 MBC 《라디오스타》에서 "미국에 있을 때 유재하 씨의 사고 소식을 듣고 되게 많이 울었다"며 "제가 재하의 소식을 들었을 때도 외국에 있으니까 전화밖에 방법이 없었다. 지인들에게 화환을 부탁할 수밖에 없었다"며 답답한 마음에 피아노 앞에 앉았음을 전했다. 그러면서 김광민은 동생 유재하를 만난다면 물어보고 싶은 게 있냐는 질문에 "'그 동안 정말 보고 싶었다. 잘 있었니. 네가 있었으면 좋은 음악도 같이 할 수 있었을 텐데 하여튼 너무나 반갑다'고 말 할 것 같다. 한동안 부둥켜안고 있을 것 같다"고 말하며 진한 그리움을 드러냈다. 김광민은 1987년 11월 2일 유재하를 위해 〈지구에서 온 편지〉를 썼다.

### 연인
《사랑하기 때문에》는 유재하가 당시 사랑했던 한 여인과의 러브스토리를 주제로 했다. 유재하의 생전 절친이었던 피아니스트 김광민은 《황금어장 라디오스타》에서 "유재하의 노래에 등장하는 여인은 단 한명이다. 대단하지 않은가"라고 말문을 열어 그녀가 "유재하의 초등학교 동창"이었으며, "초등학교 졸업 후 못 만나다가 커서 재회했다"고 말했다. 그녀는 유재하의 1집에서 플루트를 연주했다.

## 음악성
한양대 작곡과에서 정식으로 음악교육을 받은 유재하는 피아노, 바이올린, 기타, 첼로 등의 악기들을 능수능란하게 다룰 수 있었다. 봄여름가을겨울에서 유재하와 함께 활약하고 그의 추모 공연에서도 피아노를 연주한 박성식은 유재하의 연주를 이렇게 평가했다. "연주자로서의 유재하는 자신만의 독특한 감각을 갖고 있었습니다. 그의 연주 스타일은 감정이 잘 살아 있어 듣는 사람에게 크게 어필한다는 게 특징이었죠.
재하의 천재성에 중요한 요소는 오케스트레이션이었다. 오케스트라의 화법이 분명 달랐다. 음악을 언어라고 하면 단어의 구사가 달랐고 그 언어는 기존에 존재하지 않았던 것이다. 재하의 오케스트라는 냇 킹 콜, 웨스 몽고메리, 그리고 70년대 오케스트라를 연구했던 것이었는데 당시 우리는 그런 것들이 먼 이야기였는데 재하는 알고 있었던 것 같다.
임진모는 "피아노는 말할 것도 없고, 바이올린 첼로 기타를 마스터했으며 작사 작곡 솜씨도 뛰어났다. 악기에 능통한 덕분이었지만 편곡까지 도맡았다는 점은 당시 상황으로서는 놀라운 것이었다."고 했다. 음악웹진 이즘 필자 조이슬은 "그가 드럼, 기타, 건반을 모두 소화해낸 멀티 플레이어라는 사실보다 더 충격적이었던 건 바로, 악기 하나하나의 음색까지 정확히 파악하여 곡 전체를 조율하고, 곡의 질감을 결정하는 비범한 '편곡' 능력이었다. 우리가 지금에서도 '고급가요'라고 부르는 정통 발라드의 얼개를 사실상 이 때 형성한 것이다."라고 말한다. 그를 평생의 스승으로 삼고 있는 신승훈은 "작사, 작곡, 편곡이 모두 유재하로 표기되어있는 것을 보고 일대 충격을 받았다"라고 고백한 바 있다. 김수철은 당시 유재하의 앨범을 듣고 "노랫말이 너무 빼어났다"는 느낌이 앞섰다고 술회한다.
작곡과 학생들에게는 한 학기에 한 번씩 직접 작곡한 작품을 제출해야 하는 과제가 주어진다. 대학 2학년쯤 되었을 때의 유재하가 작곡한 악보를 본 교수는 그것을 집어던지며 '자네가 아무리 바빠도 모차르트를 배껴오면 어떡하는가'라고 그를 질책했다. 그것은 유재하의 작곡이 화성이나 악절진행에서 모차르트와 비슷하다는 뜻이기도 하고 또 그만큼 훌륭한 뜻으로도 풀이될 수 있다. 삼선 중학교 시절 그는 브레드, 퀸, 비틀즈, 피터 프램프톤의 음악을 많이 들었다고 전해진다. 김종진은 그가 "라이오넬 리치, 필 콜린스, 엘튼 존의 노래를 즐겨 불렀고 종종 다른 가수들에게 줬던 본인의 노래들도 부르며 놀곤 했다."고 말했다.

## 사생활
유재하는 애주가였다. 바로 위의 친형은 "선친이 약주를 좋아하셨는데 집안 내력인지 제가 동생에게 '술을 366일 먹느냐'고 잔소리를 하곤 했죠. 재하는 싸고 독한 40도짜리 쥬니버 드라이진을 좋아했어요. 전 한잔도 못 하겠던데, 이런 저런 얘기를 하면서 1시간 반이면 700ml짜리 한 병을 다 비웠죠. 그것도 '스트레이트'로요."라고 회고하였다. 김광민 또한 "유재하는 술을 굉장히 좋아했다. 술 마시다가 돈이 떨어지면 집에서 돈을 가져와 더 마실 정도였다"고 말했다.
장기호는 "아버님이 탄광을 하신 것으로 안다. 재하의 외모는 중산층 아래쪽 이미지인데 집을 가보면 굉장히 부유했다"며 "약간 빈티지다. 재하 집에 있던 모든 집기는 외제품이였다."라고 당시 부유했던 유재하의 집안을 회상했다. 동아기획의 대표 김영은 유재하가 "요즘말로 하면 개그맨"이었으며 "또 미남은 아니었지만 바람둥이였다."고 말했다. 김종진은 "재하는 무대 위에서 '꺅' '오빠' 소리 듣는 걸 좋아했던 친구였다"고 기억했다.

## 음반
- 1987년 8월 20일 - 유재하 1집 <사랑하기 때문에>

## 추모·헌정 음반
- 1997년 9월: 유재하를 추모하는 앨범 1987 <다시 돌아온 그대 위해> (10주기 추모 앨범)
- 고 유재하 30주기 유재하 동문회 헌정 앨범 <변함없이 그대를, 사랑하기 때문에>
- 유재하를 추모하는 앨범 2017 <유재하와 라흐마니노프>

## 같이 보기
- 유재하 음악경연대회